# Софіене Драа
Дженане Софіене Драа (нар. 16 березня 1988) — французький та алжирський футболіст, захисник ПФК «Суми».

## Життєпис
З 2013 по 2014 рік виступав у сумській «Барсі». У липні 2014 року перейшов до другої команди данського «Вайле», проте вже незабаром залишив клуб. Про подальшу кар'єру франко-алжирця відомостей немає. На початку березня 2019 року уклав договір з ПФК «Суми». Дебютував у футболці «городян» 19 травня 2019 року в програному (0:8) домашньому поєдинку 29-о туру Першої ліги проти МФК «Миколаїв». Софіене вийшов на поле на 69-й хвилині, замінивши Назара Куруся.